# Bakken Bears
I Bakken Bears sono una società cestistica avente sede a Aarhus, in Danimarca. Fondati nel 1954 come Aarhus Basketball Forening, nel 1962 assunsero la denominazione di Skovbakken Basketball che mantennero fino al 2003. Per la sola stagione successiva assunsero il nome di SK Århus, per ritornare quindi a Skovbakken Basketball fino al 2007 quando assunsero la denominazione attuale.
Giocano nel campionato danese.

## Palmarès
- Campionato danese: 21

1958, 1997, 1999, 2000, 2001, 2004, 2005, 2007, 2008, 2009, 2011, 2012, 2013, 2014, 2017, 2018, 2019, 2020, 2021, 2022, 2023
- Coppa di Danimarca: 14

1999, 2000, 2003, 2004, 2006, 2008, 2009, 2010, 2013, 2016, 2018, 2020, 2021, 2023
- European North Basketball League: 1

2024

## Roster 2020-2021
Aggiornato al 17 dicembre 2020.
|    | Naz.                   | Ruolo | Sportivo         | Anno | Alt. | Peso | Note |
| -- | ---------------------- | ----- | ---------------- | ---- | ---- | ---- | ---- |
| 2  | Danimarca (bandiera)   | G     | Magnus Møllgaard | 2000 | 194  | 83   |      |
| 3  | Danimarca (bandiera)   | G     | Anton Harbo      | 2000 | 191  | 80   |      |
| 4  | Danimarca (bandiera)   | P     | Adama Darboe     | 1986 | 190  | 90   |      |
| 5  | Stati Uniti (bandiera) | AP    | Ryan Evans       | 1990 | 202  | 99   |      |
| 7  | Stati Uniti (bandiera) | P     | Q.J. Peterson    | 1994 | 183  | 84   |      |
| 8  | Danimarca (bandiera)   | AP    | Darko Jukić      | 1990 | 199  | 94   |      |
| 11 | Senegal (bandiera)     | C     | Michel Diouf     | 1989 | 208  | 102  |      |
| 12 | Kenya (bandiera)       | AP    | Tylor Ongwae     | 1991 | 201  | 93   |      |
| 13 | Danimarca (bandiera)   | AP    | Morten Sahlertz  | 1989 | 198  | 98   |      |
| 23 | Stati Uniti (bandiera) | AC    | DeShawn Stephens | 1989 | 203  | 102  |      |
| 44 | Danimarca (bandiera)   | G     | Thomas Lærke     | 1991 | 196  | 90   |      |
| 55 | Stati Uniti (bandiera) | P     | Justin Dentmon   | 1985 | 185  | 83   |      |

### Staff tecnico
- Allenatore:  Steffen Wich